# Der af (Oya lélé)
Der af (Oya lélé) is een lied van het Nederlandse dj-trio Kris Kross Amsterdam, de Nederlandse rapper Donnie en de Nederlandse zangeres Roxeanne Hazes. Het werd in 2023 als single uitgebracht.

## Achtergrond
Der af (Oya lélé) is geschreven door Brahim Fouradi, Carlos Vrolijk, Jordy Huisman, Sander Huisman, Alain Vande Putte, Miguel Wiels, Peter Gillis, Donnie Scloszkie en Dennis Foekens en geproduceerd door Project Money, Kris Kross Amsterdam en Brahim Fouradi. Het is een nummer uit het genre nederpop. Het is een bewerking van het lied Oya lélé van K3 uit 2003. De bewerking van het lied werd gedaan bij televisieprogramma Tulpen uit Antwerpen. Het was de eerste keer dat er toestemming werd gegeven om een lied van de meidengroep te bewerken. In het lied zingen en rappen de artiesten over een one-night stand. 
Het is de eerste keer dat de de artiesten met z'n allen tegelijkertijd op een lied zijn te horen. Kris Kross Amsterdam en Donnie hadden eerder wel samen al de hit Vanavond (uit m'n bol).

## Hitnoteringen
De artiesten hadden succes met het lied in de hitlijsten van Nederland. Het piekte op de 29e plaats van de Nederlandse Single Top 100 en stond zeven weken in deze hitlijst. In de Nederlandse Top 40 kwam het tot de 36e plaats in de drie weken dat het in deze lijst te vinden was.